# Congreso del Estado de Tamaulipas
El Honorable Congreso del Estado de Tamaulipas es el representante del poder legislativo en el estado de Tamaulipas.

## Composición y mecanismos
Sus integrantes son elegidos por los ciudadanos mayores de 18 años de la entidad mediante elecciones estatales que se realizan cada 3 años. 
22 son electos de manera directa por los ciudadanos en cada uno de los diversos distritos electorales estatales, mientras que 14 se distribuyen entre los diversos partidos que compitieron en las elecciones con base en el número de votos que se obtuvieron en estas y son llamados diputados plurinominales.
En la actual legislatura los diputados tamaulipecos ganan la suma de 75,000 pesos mensuales entre salarios y prestaciones.

## Historia
El Congreso del Estado de Tamaulipas fue creado de acorde a lo dispuesto en la ley del 8 de enero de 1824, expedida por el Congreso Constituyente Mexicano, y con lo estipulado en el Acta Constitutiva de la Federación Mexicana del 31 de enero del mismo año, quedó instalado el primer Congreso Constituyente Tamaulipeco el 7 de julio inmediato en la Antigua Villa de Padilla, exactamente 3 años después de haber sido jurada en Aguayo la Independencia de México.

## Legislaturas
| Legislatura | Periodo   |
| ----------- | --------- |
| XXVII       | 1920-1922 |
| XXVIII      | 1923-1924 |
| XXIX        | 1925-1926 |
| XXX         | 1927-1928 |
| XXXI        | 1929-1930 |
| XXXII       | 1931-1932 |
| XXXIII      | 1933-1934 |
| XXXIV       | 1935-1936 |
| XXXV        | 1937-1938 |
| XXXVI       | 1939-1940 |

| Legislatura | Periodo   |
| ----------- | --------- |
| XXXVII      | 1941-1942 |
| XXXVIII     | 1943-1945 |
| XXXIX       | 1946-1948 |
| XL          | 1949-1951 |
| XLI         | 1952-1954 |
| XLII        | 1955-1957 |
| XLIII       | 1958-1960 |
| XLIV        | 1961-1962 |
| XLV         | 1963-1965 |
| XLVI        | 1966-1968 |

| Legislatura | Periodo   |
| ----------- | --------- |
| XLVII       | 1969-1971 |
| XLVIII      | 1972-1974 |
| XLIX        | 1975-1977 |
| L           | 1978-1980 |
| LI          | 1981-1983 |
| LII         | 1984-1986 |
| LIII        | 1987-1989 |
| LIV         | 1990-1992 |
| LV          | 1993-1995 |
| LVI         | 1996-1998 |

| Legislatura | Periodo   |
| ----------- | --------- |
| LVII        | 1999-2001 |
| LVIII       | 2002-2004 |
| LIX         | 2005-2007 |
| LX          | 2008-2010 |
| LXI         | 2011-2013 |
| LXII        | 2013-2016 |
| LXIII       | 2016-2019 |
| LXIV        | 2019-2021 |
| LXV         | 2021-2024 |
| LXVI        | 2024-2027 |